# François d'Amboise
 (juin 2023).
La mise en forme du texte ne suit pas les recommandations de Wikipédia : il faut le « wikifier ».
Les points d'amélioration suivants sont les cas les plus fréquents. Le détail des points à revoir est peut-être précisé sur la page de discussion.
- Les titres sont pré-formatés par le logiciel. Ils ne sont ni en capitales, ni en gras.
- Le texte ne doit pas être écrit en capitales (les noms de famille non plus), ni en gras, ni en italique, ni en « petit »…
- Le gras n'est utilisé que pour surligner le titre de l'article dans l'introduction, une seule fois.
- L'italique est rarement utilisé : mots en langue étrangère, titres d'œuvres, noms de bateaux, etc.
- Les citations ne sont pas en italique mais en corps de texte normal. Elles sont entourées par des guillemets français : « et ».
- Les listes à puces sont à éviter, des paragraphes rédigés étant largement préférés. Les tableaux sont à réserver à la présentation de données structurées (résultats, etc.).
- Les appels de note de bas de page (petits chiffres en exposant, introduits par l'outil «  Source ») sont à placer entre la fin de phrase et le point final[comme ça].
- Les liens internes (vers d'autres articles de Wikipédia) sont à choisir avec parcimonie. Créez des liens vers des articles approfondissant le sujet. Les termes génériques sans rapport avec le sujet sont à éviter, ainsi que les répétitions de liens vers un même terme.
- Les liens externes sont à placer uniquement dans une section « Liens externes », à la fin de l'article. Ces liens sont à choisir avec parcimonie suivant les règles définies. Si un lien sert de source à l'article, son insertion dans le texte est à faire par les notes de bas de page.
- La présentation des références doit suivre les conventions bibliographiques. Il est recommandé d'utiliser les modèles {{Ouvrage}}, {{Chapitre}}, {{Article}}, {{Lien web}} et/ou {{Bibliographie}}. Le mode d'édition visuel peut mettre en forme automatiquement les références.
- Insérer une infobox (cadre d'informations à droite) n'est pas obligatoire pour parachever la mise en page.

Pour une aide détaillée, merci de consulter Aide:Wikification.
Si vous pensez que ces points ont été résolus, vous pouvez retirer ce bandeau et améliorer la mise en forme d'un autre article.
 (novembre 2016).
François d'Amboise (Paris 1550-1619) est un magistrat et écrivain français du XVIe siècle.

## Biographie
François d'Amboise, né le 5 août 1550 à Paris et mort le 19 mars 1619 à Paris, est le fils de Jean d'Amboise, chirurgien du  roi et de Marie Fromager. Il a pour frère Adrien d'Amboise, évêque de Tréguier et Jacques d'Amboise, médecin du roi puis recteur de l'Université de Paris.
Le 10 juillet 1578. François d’Amboise épouse à Paris en premières noces Marie Board, fille de François Board, seigneur de Brunoy, procureur au Parlement, et de Radegonde des Forges. Il en aura un fils. Veuf en 1593, il épouse en secondes noces, le 15 janvier 1594  Marguerite Cousinet, fille de Jean Cousinet, seigneur de Chambly, et de Brigitte Salle, dont il aura sept enfants.
Vers la fin de sa vie, François d’Amboise a considérablement augmenté sa fortune. Il possède de nombreux biens dans Paris, dont l’hôtel Scipion, faubourg Saint-Marcel (vendu par sa veuve Marguerite Cousinet en 1639 à l'administration « des pauvres enfermés » de la ville de Paris), un hôtel particulier rue de Jouy, une maison quai des Ormes, une autre place du cimetière Saint-Jean (où habitent ses parents jusqu’en 1587), une autre rue des marchés, deux autres au faubourg Saint-Marcel, une au faubourg Saint-Germain-des-Prés lès Paris, une rue des Marmousets et une à Montrouge. Il possède plusieurs seigneuries et châteaux tels que : Bourot, Neuillé-le-Lierre, Brouard, Lespinière, la Huardière et le Plessis-Bourré (en Touraine), Méry-sur-Seine, Veseuil, Houvoy, Courserin, Hémery, Malnoue, Reuilly[Lequel ?] et la baronnie de La Chartre-sur-le-Loir (en Pays de la Loire).

## Enseignant puis magistrat
Bénéficiaire, d’une bourse d’étude payée par le roi, François d’Amboise étudie au Collège de Navarre où en 1568 il devient régent de la classe de seconde. Il y enseigne pendant quatre années, les lettres et la philosophie. En 1572 il est élu procureur de la Nation de France (Association libre d’étudiants et de professeurs qui s’administrait de façon autonome et formait la communauté universitaire).
En 1575, il devient procureur du roi puis en 1578 il est reçu comme avocat au parlement de Paris.
En 1581, François d’Amboise est nommé conseiller, puis commissaire aux requêtes au parlement de Bretagne, charges dont il se démet en 1583. L’année de sa résignation, il n’a pas siégé au parlement de Bretagne. Le roi l’ayant employé au règlement des tailles dans la généralité d’Orléans.
En 1584 il est promu avocat général au Conseil du roi, puis, le 15 novembre 1585, avocat du roi auprès de la Chambre du Trésor. En 1586, Henri III de France lui confie la charge de rechercher les faux nobles dans la région de l’Orléanais.
Le 4 mai 1596, il est nommé maître des requêtes en l’Hôtel du roi puis en 1604, le roi Henri IV de France le fait entrer dans son Conseil d'État, et dans son Conseil Privé.
Le 28 mars 1612(?), Henri IV(?) le nomme maître des requêtes honoraires.

## Carrière littéraire
Le début de sa carrière littéraire commence, en 1568, par la publication de l’Elégie sur le trépas d’Anne duc de Montmorency, ouvrage dédié à Lancelot de Carle et à Jacques Amyot deux grands érudits de l’époque. Cet ouvrage marque les débuts de François d’Amboise dans le monde, mais aussi, dans la littérature. Il choisit pour devise « musis sine tempore tempus ».
Peu après la publication de ce livre, il publie deux autres ouvrages : "Hymme triumphal au Roy sur la victoire nouvellement conquise sur les rebelles et conjurez" (1568) (dans cet ouvrage il se présente comme "Parisien, escolier de sa majesté") et "Odes lamentables sur le désastre de la France agitée de troubles et révoltes civilles" (1568).
Le 30 décembre 1568, alors qu’il était encore régent au collège de Navarre, il réussit à faire imprimer un de ses poèmes sur le verso du deuxième feuillet d’un ouvrage de Montaigne, intitulé : "La Théologie nouvelle".
En 1569, il compose des pièces en vers, en latin, et en français, qui paraîtront dans un recueil intitulé "Epitaphes et regrets sur le trespas de Monsieur Thimoléon de Cossé, comte de Brissac".
En 1570, à l’occasion du mariage d’Henri de Lorraine, duc de Guise, avec Catherine de Clèves, François d’Amboise publiera un panégyrique dédié à Louis de Lorraine (1527-1578). Cette pièce était précédée de son propre portrait. Ila alors 20 ans et est représenté dans un médaillon autour duquel est inscrit on peut voir sa devise en grec, et en latin "Pour les muses le temps ne compte pas". Dans un cartouche, situé sous le portrait, est inscrit un distique élégiaque en grec indiquant  "Portrait de François d’Amboise. Ne le refuse pas. La Muse en dépit des dieux tresse pour sa tête le rameau du laurier luxuriant". Il publiera également, en 1570 : "Tumulus D. Aegidii Burdini. Le tombeau de messire Gilles Bourdin".
Au milieu de l’année 1570, il se rend à Rome pour visiter la ville. Il fait là-bas la rencontre de Jérôme Cardan, (Girolamo Cardano), philosophe, docteur en physique et mathématiques, inventeur, astrologue, et médecin Italien.
L’année d’après, en 1571, il publie un autre ouvrage intitulé : "Au Roy, sur son entrée, son mariage et sa chasse, theralogue ou eglogue forestière faicte par son commandement". Dans cet ouvrage, destiné au roi Charles IX de France, François d’Amboise écrit : "... en laquelle votre libéralité m’a fait instruire par l’avis de Monsieur l’Evesque d’Auxerre, votre grand aumonier. C’eft pourquoy en cette publique alegreffe j’ay ofé vous préfenter ce petit œuvre qu’a Villicoteret, il vous pleut me commander" Dans ce "petit œuvre" François d’Amboise annonce qu’il va changer "la lyre douce" contre le "cornet de la chasse". Après la publication de ces différentes œuvres, François d’Amboise entre dans l’entourage du mécène Antoine-René de Voyer de Paulmy d'Argenson à qui il dédie en 1572, ses "Désespérades ou Eclogues amoureuses èsquelles sont au vif dépeintes les passions et le désespoir d’amour'".
Début août 1572,il part avec l’évêque Jean de Monluc qui avait pour mission de préparer l’élection du duc d’Anjou, (futur roi Henri III de France) sur le trône de Pologne. François d’Amboise ne rentre en France qu’en 1573 et publie, à son retour un recueil intitulé "La Pologne".
En 1576, il publie sous le pseudonyme de "Thierry de Timophile, gentilhomme picard" les Regrets facétieux et plaisantes harangues funèbres sur la mort de divers animaux traduit de l’italien Ortensio Lando. Il publie également à Lyon, en 1577, sous le même pseudonyme, le "Notable discours, en forme de dialogue, touchant la vraye et parfaite amitié" traduit de l’italien Alessandro Piccolomini.
En 1583, toujours sous le pseudonyme "Thierry de Timophile, gentilhomme picard" il publie l’adaptation d’une pièce italienne d’Alessandro Piccolomini 'Dialogues et devis des demoiselles pour les rendre vertueuses et bienheureuse en la vraye et parfaite amitié". Il dédie cette comédie à une grande dame de la cour, Anne d’Acquaviva. dame d’honneur de la reine Catherine de Médicis.
Après la publication, en 1584, des "Néapolitaines, comédie française fort facétieuse sur le sujet d’un espagnol et d’un français" il cessera d’écrire et se consacrera entièrement à sa carrière de magistrat.
Dans le domaine de la philosophie et de la théologie, il publie en 1616, Les Véritables Lettres d’Abeillard et d’Héloise précédées d’une Apologética Praefatio, le tout, dédié à Nicolas Brulart de Sillery, chancelier de France et de Navarre. Dans la préface, il raconte qu’il se rendit a l'abbaye du Paraclet pour y ramasser tout ce qu’il pourrait trouver des œuvres de Pierre Abélard et qu’il y fut très bien reçu par l’abbesse Marie de la Rochefoucauld. La première publication du  livre  par François d’Amboise  déclenche dès sa sortie, une vive polémique, notamment à cause de sa préface apologétique, favorable à Abélard. Cette préface est immédiatement condamnée par les autorités religieuses qui finissent par condamner le livre dans sa totalité. Pour éviter tout conflit, les pages incriminées sont retirées et sort une nouvelle édition qui porte sur la page de titre, uniquement le nom d‘André Duchesne. Depuis, subsiste une controverse concertant l'attribution de cette œuvre .
L’année suivant son décès, son fils Adrien, prieur commanditaire du prieuré de Blaru, fit paraître un ouvrage qu'il avait écrit avant sa mort "Devises héroïques et emblèmes de Claude Paradin reveuës et augmentées de moytié".

## Anoblissement par charges et lettres de chevalerie en 1589
François d'Amboise est anobli par les charges dont il fut revêtu et reçut du roi Henri III des lettres patentes de chevalerie en 1589.
- En 1587, François d’Amboise avait déjà occupé les diverses charges anoblissantes de conseiller (1581) et président au Parlement de Bretagne (1583), puis avocat général au Grand Conseil (1586), à cette date il est donc légalement noble et à le droit de porter la qualification d'écuyer.
- En juillet 1589, François d'Amboise reçut des lettres de chevalerie du roi Henri III. Ces lettres rappellent les services de son père le chirurgien Jean d'Amboise, mais ne font aucune mention d'un lien quelconque avec la maison d'Amboise à laquelle François d'Amboise a prétendu plus tard se rattacher[7].

Sur la qualification d'écuyer donnée dans un acte de partage de 1587 à ses frères et à son père (déjà décédé et pour lequel on ne trouve cette qualification dans aucun acte de son vivant ni sur son épitaphe), Dante Ughetti écrit au sujet de François d'Amboise :
« Quant au fait que sur le tard, François, anobli par le roi voulût faire oublier les humbles origines de sa famille, c’est un pêché que l’on peut absoudre aisément surtout si l’on tient compte de l’époque. De Jean son père on sait seulement qu’il était né à Douai, petite ville de la Flandre espagnole et qu’il s’était fait naturaliser en 1566 afin de poursuivre sa carrière de chirurgien. »
Françoise Lehoux dans Cadre de vie des médecins parisiens écrit :« Jacques d'Amboise est qualifié lui aussi d'écuyer, aussi bien dans son inventaire en 1607 que vingt ans plus tôt dans l'acte de partage de ses parents, lequel nous apprend que son père, tous se frères et lui-même avaient droit à ce titre. » Elle écrit plus loin : « Sachant que le titre d’écuyer n’est jamais attribué qu’à un noble, nous pouvons considérer comme nobles Philibert Guybert, Jacques d’Amboise et Michel Marescot » Elle précise : « Les médecins appartiennent à la classe bourgeoise. Les titres de noble homme ou autre équivalent qui leur sont presque toujours attribués dans les actes publiques sont, en effet, purement honorifiques et ne constituent qu’un hommage rendu à des hommes dont la culture et les qualités scientifiques dépassent celles du commun des mortels. »
Sur ce titre d'écuyer : 
- « Le titre d’écuyer attaché à quelques-unes des charges de la maison de sa majesté ne confère point la noblesse ni par conséquent l’exemption du franc fief, ce titre étant purement honorifique et de décoration[12]. »
- « On ne peut prendre le titre de noble ni le nom d'écuyer. Il est vrai qu’il est des professions donc l'excellence ou l’utilité a fait accorder à ceux qui les exerçaient quelques-unes des distinctions attribuées à la noblesse mais ces distinctions ne donnent que l’apparence & non l’état même de la noblesse... Pareillement les docteurs en droit canon & civil médecine ou autre faculté[12]. »

Sur les prétentions de François d’Amboise à se rattacher à la maison d’Amboise, Edouard Fournier écrit :
« Henri III, qui paraît l’avoir eu en grande estime, lui donna le titre de chevalier, et le mit ainsi en des prétentions de noblesse qu’il poussa plus que de raison, jusqu’à tenter de faire croire qu’il descendait de la grande maison d’Amboise, et qu’il avait ainsi pour aïeul le fameux Chaumont d’Amboise, compagnon de Charles VIII en son expédition de Naples. La position que ses emplois lui avaient faite était assez haute pour qu’on n’osât pas le démentir ; aussi n’a-t-il pas fallu moins qu’une enquête de d’Hozier, un siècle après pour le déposséder de la noblesse dont il s’était gratifié et de laquelle personne, sa vie durant ne l’avait dérangé. »

## Œuvres
Traductions sous le pseudonyme de Thierri de Tymophile (ou Timofille), gentilhomme Picard :
- "Notable discours, en forme de dialogue, touchant la vraie et parfaite amitié". Traduction de l'italien de l'ouvrage d'Alessandro Piccolomini, Lyon, 1577 (Il s'agirait d'une autre version libre de l'ouvrage suivant).
- Dialogues et Devis des Damoiselles, pour les rendre vertueuses et bienheureuses en la vraye et parfaicte amitié (Paris Vincent Normans 1581 ou Robert Le Maignier 1583).Il s'agit d'une des nombreuses traductions en français de l'ouvrage attribué à Alessandro Piccolomini publié à Venise en 1574 : "Dialogo dove si riaggiona della bella creanza delle donne dello Stordito accademio intornato" Réf: J-C. Brunet, "Manuel du libraire et de l'amateur de livres", T2, Brunet, Paris, 1810, p. 525.
- "Regrets facétieux et plaisantes harengues funèbres sur la mort de divers animaux pour passer le temps et resveiller les esprits mélencoliques, non moins remplis d'éloquence que d'utilité et gaillardise." Traduites du toscan en françoys par Thierri de Timofille. Paris, 1583 (Il s'agit de la seconde traduction en français de l'ouvrage d'Ortensio Landi publié à Venise en 1548 : "Sermoni funebri de varii authori nella morte de diversi animali", une première traduction par Cl. Pontoux ayant été publiée par Rigaud à Lyon en 1569 sous le titre : "Harangues funèbres sur la mort de divers animaux, extraites du toscan... avec une rhétorique gaillairde et une éligie sur la mort d'un cochon nommé Grognet". Réf: J-C. Brunet, Manuel du libraire et de l'amateur de livres, T2, Brunet, Paris, 1810, p. 475.

Œuvre non signée :
- "De l'Impossibilité et impertinence du concile, tel qu'il est demandé par requeste au Roy, et des inconveniens qui en pourroient arriver"(1607).

Sous son nom :
- "Hymne triumphal au roy sur la victoire nouvellement conquise sur les rebelles & conjurez" par François d'Amboyse Parisien, escolier de sa Majesté. À Paris par Denis du Pré. 1568.
- "Néapolitaines, comédie française fort facétieuse sur le sujet d'une histoire d'un Espagnol et un Français", Paris, 1584.
- "Au Roi sur son Entrée, son Mariage et sa Chasse, Theralogue ou Eclogue forêtière, faite par son commandement, et prézentée à sa Magesté. Extraicte du sizième livre de la Clion, de François d'Amboise Parisien", Paris, Gervais Mallot, 1571.

- Une édition des œuvres de Pierre Abélard, Paris, 1616.
- "Désespérédades, ou Églogues amoureuses, esquelles sont au vif dépeintes les passions et le désespoir d'amour"Paris, 1572.